# Java Cryptography Extension
Die Java Cryptography Extension (JCE) ist eine Schnittstelle der Programmiersprache Java und Framework für kryptographische Aufgaben wie Verschlüsselung, Kommunikations-Authentifizierung und Schlüsselverwaltung. Seit dem JDK 1.4 ist sie Teil der Java Platform, Standard Edition, davor war sie (ab JDK 1.2) als optionales Paket erhältlich.
Die Java Cryptography Extension beruht auf derselben Architektur wie die Java Cryptography Architecture (JCA) und wird als Teil der JCA gesehen. Die Aufteilung in JCA und JCE war nötig, weil die USA früher den Export kryptographischer Systeme beschränkten. Die JCA enthält nur Hashfunktionen, Schlüsselgeneratoren usw. und durfte frei exportiert werden. Für starke Verschlüsselungsalgorithmen galt dies nicht; deshalb lagerte man sie in die JCE aus. Implementierungen mussten von anderer Stelle bezogen werden.
Wie die Klassen der JCA liegen die der JCE heute in den Packages java.security und javax.crypto.

## Funktionalität
Die Java Cryptography Extension basiert auf sogenannten Kryptographie-Providern, das sind Implementierungen von verschiedenen, durch die JCE abstrahierten kryptographischen Konzepten. Neue Konzepte können leicht hinzugefügt werden.
Die Java Cryptography Extension bietet folgende Funktionalitäten:
- Cipher – Kryptographische Algorithmen (symmetrische und asymmetrische) zum Verschlüsseln, Block- und Streamchiffren
- Key Management – Die Klassen KeyGenerator für die Schlüsselgenerierung, KeyAgreement zum sicheren Aushandeln von Schlüsseln sowie SecretKeyFactory zur Zerlegung von Schlüsseln in ihre Anteile
- Message Authentication Codes – zur Berechnung von Authentifizierungen für Kommunikationen
- Sichere Objekte und digitale Signaturen

Die Java Cryptography Extension ist, wie auch die Java Cryptography Architecture, von der Implementierung der konkreten Algorithmen unabhängig. Über ein Service Provider Interface (SPI) können unterschiedliche Implementierungen von unterschiedlichen Herstellern gleichzeitig in die Java-Laufzeitumgebung eingebunden werden. Java wird ab Version 1.4 mit einer JCE und JCA Implementierung ausgeliefert, andere Implementierungen können aber einfach sowohl statisch als auch dynamisch nachgeladen werden.
Zu den bekanntesten JCE-Implementierungen gehören:
- Bouncy Castle – eine Open-Source-Implementierung der Java Cryptography Extension und eine „leichtgewichtige“ Java-Cryptography-API für J2ME und JDK.[1]
- IAIK-JCE – eine Implementierung des Instituts für Angewandte Informationsverarbeitung und Kommunikationstechnologie (IAIK) der Technischen Universität Graz.[2]

## Beispiel
Das folgende Beispiel zeigt die Verschlüsselung und Entschlüsselung eines Strings mittels AES-CBC mit Padding nach PKCS #7:
```
// Schlüssel erzeugen

SecretKey
 
secretKey
 
=
 
KeyGenerator
.
getInstance
(
"AES"
).
generateKey
();

// Verfahren wählen

Cipher
 
cipher
 
=
 
Cipher
.
getInstance
(
"AES/CBC/PKCS7PADDING"
);

cipher
.
init
(
Cipher
.
ENCRYPT_MODE
,
 
secretKey
);

// Umwandlung des Strings nach Bytes basierend auf UTF-8

byte
[]
 
utf8Bytes
 
=
 
"Zu verschlüsselnder String"
.
getBytes
(
"UTF8"
);

// Verschlüsselung

byte
[]
 
encryptedBytes
 
=
 
cipher
.
doFinal
(
utf8Bytes
);

// Base64 encoding um wieder einen String zu bekommen

String
 
encryptedString
 
=
 
java
.
util
.
Base64
.
getEncoder
().
encodeToString
(
encryptedBytes
);

// Cipher für Entschlüsselung vorbereiten

cipher
.
init
(
Cipher
.
DECRYPT_MODE
,
 
secretKey
);

// Rückumwandlung in Byte-Array

encryptedBytes
 
=
 
java
.
util
.
Base64
.
getDecoder
().
decode
(
encryptedString
);

// Entschlüsselung

utf8Bytes
 
=
 
cipher
.
doFinal
(
encryptedBytes
);

// Rückumwandlung in einen String

return
 
new
 
String
(
utf8Bytes
,
 
"UTF8"
);

```